# ليون غراي
ليون غراي (بالإنجليزية: Leon Gray)‏ هو لاعب كرة قدم أمريكية أمريكي، ولد في 15 نوفمبر 1951 في أوليف برانش في الولايات المتحدة، وتوفي في 11 نوفمبر 2001 في بوسطن في الولايات المتحدة.

## وصلات خارجية
- ليون غراي على موقع مرجع كرة القدم المحترفة.كوم (الإنجليزية)